# Sabine Barisch
 (septembre 2024).
Sabine Barisch est une skieuse paralympique originaire d'Allemagne. Elle a représenté l'Allemagne de l'Ouest lors de compétitions internationales en ski para-alpin aux Jeux paralympiques d'hiver de 1980 et aux Jeux paralympiques d'hiver de 1984. Elle a décroché un total de six médailles, comprenant une médaille d'or, deux médailles d'argent et trois médailles de bronze.

## Carrière

### Jeux paralympiques 1980
Lors des Jeux paralympiques d'hiver de 1980, Sabine Barisch a triomphé en remportant la médaille d'or en slalom 3B, avec un temps de 1 min 38 s 23. Brigitte Madlener a pris la deuxième place avec un temps de 1 min 40 s 68, tandis qu'Evelyn Werner a complété le podium en terminant troisième avec un chrono de 1 min 45 s 87. Barish remporte une médaille d'argent en slalom géant en 3 min 13 s 47 (sur le podium, elle retrouve Brigitte Madlener, médaillée d'or en 2 min 52 s 86 et Sabine Stiefbold, médaillée de bronze en 3 min 15 s 88).

### Jeux paralympiques 1984
Lors des Jeux paralympiques d'hiver de 1984 à Innsbruck, elle a décroché une médaille d'argent en descente dans la catégorie LW5/7, avec un temps de 1 min 27 s 65. De plus, elle a également remporté trois médailles de bronze en slalom, slalom géant et super combiné alpin, toutes dans la même catégorie LW5/7,,.